# Ear-Resistible
Ear-Resistible è il trentanovesimo album in studio del gruppo musicale statunitense The Temptations, pubblicato il 16 maggio 2000 dall'etichetta discografica Motown Records.

## Tracce
1. I'll Just Go Crazy / Intro – 0:32
2. I'm Here – 4:21 (Katrina Willis, Colin Morrison)
3. Your Love – 4:47 (Stanley Brown)
4. Elevator Eyes – 3:51 (Otis Williams, Dennis Nelson)
5. Selfish Reasons – 4:48 (Gerald Levert, Joe N Little III)
6. Kiss Me Like You Miss Me – 4:40 (Narada Michael Walden, Robin Taylor Brooks, Otis Williams)
7. Party – 4:06 (Narada Michael Walden, Ron Tyson, Sunny Hilden)
8. It's Alright to Be Wrong – 4:21 (Calvin Gaines, Joshua Thompson, Donell Jones, Quincy Patrick)
9. Proven & True – 5:27 (Gerald Levert, Joe N Little III)
10. Got to Get on the Road – 4:53 (Trevor Lawrence, Isaias Gamboa, Otis William)
11. I'll Just Go Crazy – 4:32 (Arthur Marbury, Terry Weeks, Alonzo McKenzie, Melvin Jordan, Felicia Brown-Spencer)
12. A Little Bit Lonely – 4:30 (DeVere Duckett, Keith Rouster)
13. One Love, One World / Interlude – 1:38 (Arthur Marbury, Terry Weeks, Otis Williams)
14. Error of Our Ways – 5:18 (Otis Williams, Dennis Nelson)

## Classifiche
| Classifica (2000) | Posizione massima |
| ----------------- | ----------------- |
| Stati Uniti       | 54                |